# Parmička hořká
Parmička hořká (Puntius amarus) byla sladkovodní paprskoploutvá ryba z čeledi kaprovití. Dorůstala délky asi 10,8 cm. Jednalo se o kriticky ohrožený endemický druh z jezera Lanao na filipínském ostrově Mindanao. Od roku 2020 je považována za vyhynulý druh.